# Bortnikovita
La bortnikovita és un mineral de la classe dels elements natius. S'anomena així pel professor, mineralogista i investigador de dipòsits minerals rus Nikolai Stefànovitx Bórtnikov, el qual també era membre de l'Acadèmia russa de les ciències.

## Classificació
Segons la classificació de Nickel-Strunz el mineral forma part del grup 1.AG.65 (1 per a Elements; A per a Metalls i aliatges intermetàl·lics i G per a Aliatges d'elements del grup del platí; el nombre 65 correspon a la posició del mineral dins del grup), juntament amb els següents minerals: hexaferro, garutiïta, atokita, rustenburgita, zviaguintsevita, taimirita-I, tatianaïta, paolovita, plumbopal·ladinita, estanopal·ladinita, cabriïta, chengdeïta, isoferroplatí, ferroniquelplatí, tetraferroplatí, tulameenita, hongshiïta, skaergaardita, yixunita, damiaoïta, niggliïta i nielsenita. En la classificació de Dana el mineral es troba al grup 1.2.3.4 (1 per a Elements natius i aliatges i 2 per a Metalls del grup del platí i aliatges; 3 i 4 corresponen a la posició del mineral dins del grup).

## Característiques
La bortnikovita és un element químic de fórmula química Pd₄Cu₃Zn. Cristal·litza en el sistema tetragonal.

## Formació i jaciments
Sobrecreix en llantes dobre concentrats d'isoferroplatí en el placer de Konder, Rússia. No es té constància que s'hagi descrit enlloc més.